# Катюжанська сільська рада
Катюжанська сільська рада — колишній орган місцевого самоврядування у Вишгородському районі Київської області. Адміністративний центр — село Катюжанка.

## Загальні відомості
Катюжанська сільська рада утворена в 1919 році.
Територією ради протікає річка Здвиж.

## Населені пункти
Сільській раді були підпорядковані населені пункти:
- с. Катюжанка
- с. Гута-Катюжанська

## Склад ради
Рада складалася з 20 депутатів та голови.

### Керівний склад попередніх скликань
| ПІБ                      | Основні відомості                                                         | Дата обрання | Дата звільнення |
| ------------------------ | ------------------------------------------------------------------------- | ------------ | --------------- |
| Заводська Лідія Ісаківна | Сільський голова, 1954 року народження, освіта вища, позапартійна         | 26.03.2006   | 31.10.2010      |
| Заводська Лідія Ісаківна | Сільський голова, 1954 року народження, освіта вища, член Партії регіонів | 31.10.2010   |                 |

Примітка: таблиця складена за даними джерела